# Sarnois
Sarnois és un municipi francès, situat al departament de l'Oise i a la regió dels Alts de França. L'any 2007 tenia 302 habitants.

## Demografia

### Població
El 2007 la població de fet de Sarnois era de 302 persones. Hi havia 108 famílies de les quals 12 eren unipersonals (8 homes vivint sols i 4 dones vivint soles), 52 parelles sense fills i 44 parelles amb fills.
La població ha evolucionat segons el següent gràfic:
Habitants censats

### Habitatges
El 2007 hi havia 126 habitatges, 108 eren l'habitatge principal de la família, 12 eren segones residències i 6 estaven desocupats. 124 eren cases i 1 era un apartament. Dels 108 habitatges principals, 90 estaven ocupats pels seus propietaris, 16 estaven llogats i ocupats pels llogaters i 2 estaven cedits a títol gratuït; 2 tenien dues cambres, 14 en tenien tres, 18 en tenien quatre i 74 en tenien cinc o més. 76 habitatges disposaven pel capbaix d'una plaça de pàrquing. A 38 habitatges hi havia un automòbil i a 62 n'hi havia dos o més.

### Piràmide de població
La piràmide de població per edats i sexe el 2009 era:
| Homes | Edats   | Dones |
| ----- | ------- | ----- |
| 0     | 95 o +  | 0     |
| 4     | 90 a 94 | 4     |
| 0     | 85 a 89 | 0     |
| 0     | 80 a 84 | 0     |
| 4     | 75 a 79 | 8     |
| 4     | 70 a 74 | 4     |
| 12    | 65 a 69 | 4     |
| 4     | 60 a 64 | 12    |
| 4     | 55 a 59 | 0     |
| 0     | 50 a 54 | 4     |
| 0     | 45 a 49 | 4     |
| 8     | 40 a 44 | 8     |
| 24    | 35 a 39 | 8     |
| 8     | 30 a 34 | 16    |
| 8     | 25 a 29 | 8     |
| 4     | 20 a 24 | 4     |
| 8     | 15 a 19 | 0     |
| 8     | 10 a 14 | 4     |
| 12    | 5 a 9   | 16    |
| 12    | 0 a 4   | 8     |

## Economia
El 2007 la població en edat de treballar era de 199 persones, 139 eren actives i 60 eren inactives. De les 139 persones actives 136 estaven ocupades (73 homes i 63 dones) i 3 estaven aturades (3 homes). De les 60 persones inactives 20 estaven jubilades, 19 estaven estudiant i 21 estaven classificades com a «altres inactius».

### Ingressos
El 2009 a Sarnois hi havia 109 unitats fiscals que integraven 314 persones, la mediana anual d'ingressos fiscals per persona era de 18.209 €.

### Activitats econòmiques
Dels 4 establiments que hi havia el 2007, 3 eren d'empreses de construcció i 1 d'una empresa classificada com a «altres activitats de serveis».
Dels 3 establiments de servei als particulars que hi havia el 2009, 1 era una fusteria, 1 lampisteria i 1 perruqueria.
L'any 2000 a Sarnois hi havia 9 explotacions agrícoles que ocupaven un total de 846 hectàrees.

## Equipaments sanitaris i escolars
El 2009 hi havia una escola maternal integrada dins d'un grup escolar amb les comunes properes formant una escola dispersa.

## Poblacions més properes
El següent diagrama mostra les poblacions més properes.